# Park Astronomiczny Muzeum Mikołaja Kopernika we Fromborku
Park Astronomiczny Muzeum Mikołaja Kopernika we Fromborku – obserwatorium astronomiczne na Górze Żurawiej, w miejscowości Ronin, należące do Muzeum Mikołaja Kopernika we Fromborku.  
Placówka zainaugurowała działalność w 2015 (wszystkie prace zakończono w 2016). Powstała dzięki rozbudowie istniejącego od 1981 w tym miejscu obserwatorium astronomicznego. W parku znajduje się rekonstrukcja instrumentarium Mikołaja Kopernika oraz instrumentów astronomicznych, których używano od XVI do XX wieku – teleskopu marki Sendtner i Repsold, instrumentu przejściowego Bamberga i XVII-wiecznych lunet kaliskich, używanych przez jezuitów w Kaliszu do obserwacji plam słonecznych. Znajduje się tutaj również współczesna kamera satelitarna.  

## Galeria zdjęć

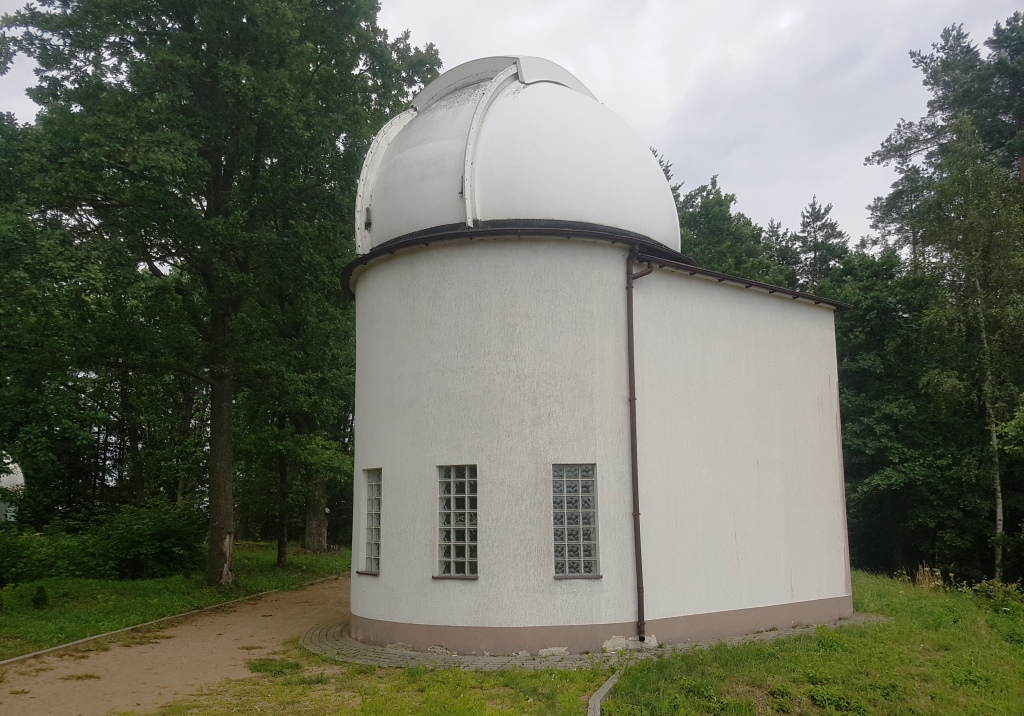
Pawilon obserwacyjny z kopułą
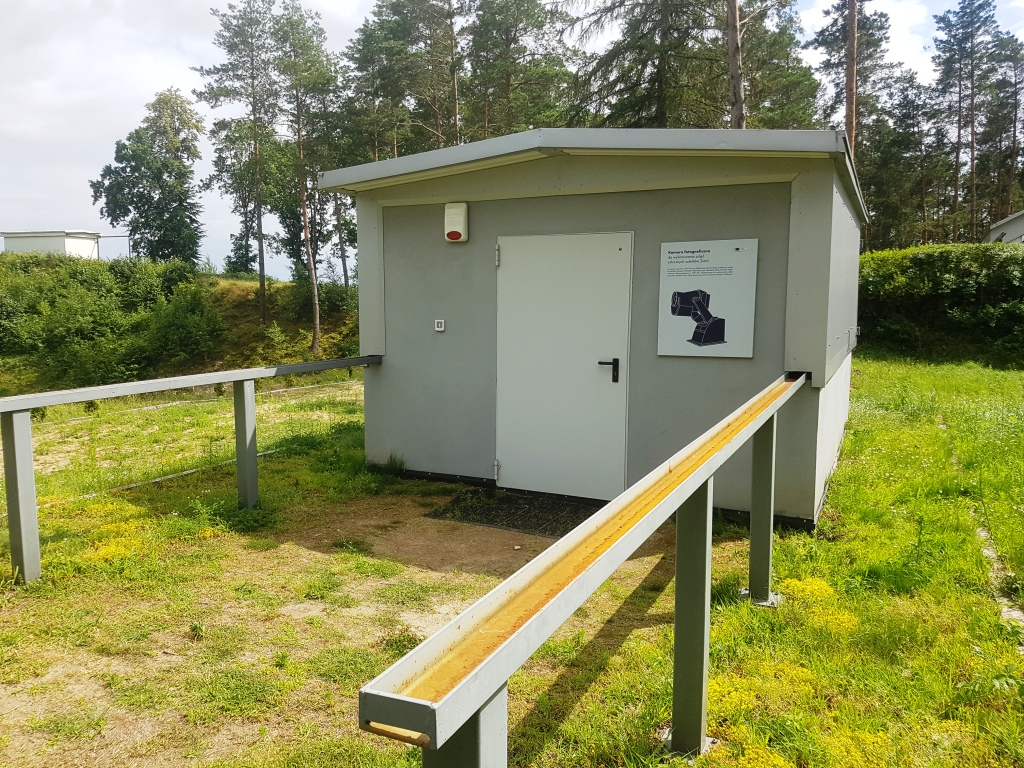
Pawilon obserwacyjny
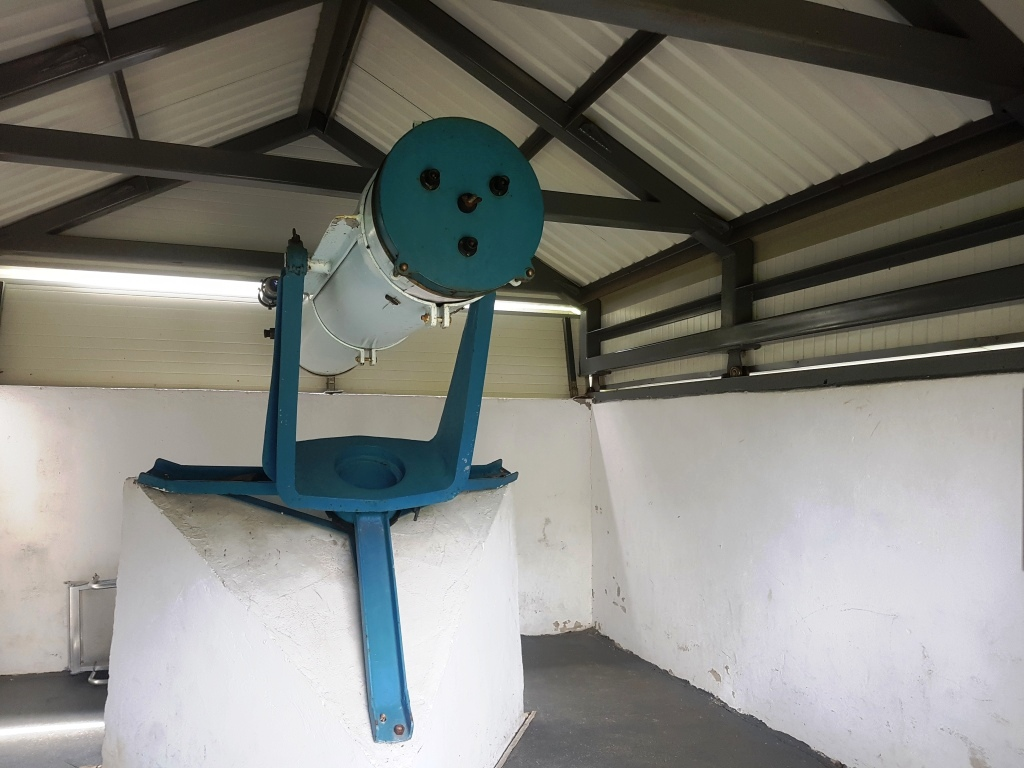
Teleskop Kordylewskiego
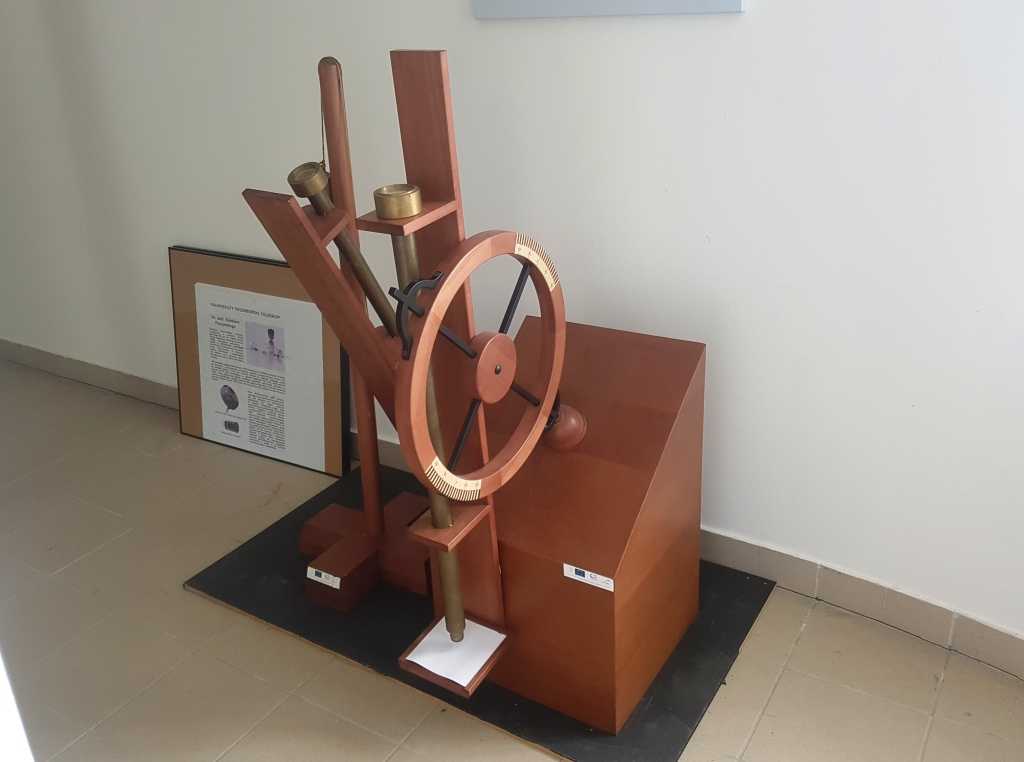
Lunety kaliskie